# Jules Morière
 Pierre Gilles Jules Morière (Cormelles-le-Royal, 1817 — 1888) foi um naturalista francês.